# Magda Lundberg
Magda Margaretha Lundberg, född 8 december 1990, är en svensk serietecknare som slog igenom på instagram med serietecknade gula fåglar som delger funderingar om livet och samtiden.
Magda Lundberg växte upp i Stockholm och Skåne. Hon ville bli kläddesigner och studerade i en termin på Beckmans, men insåg att hon inte var intresserad av att formge kläder. Hon var därefter verksam som konstnär och flyttade till Malmö från Stockholm 2014. Hon upptäckte Liv Strömqvist vilket skapade ett intresse för serier och sambandet mellan bild och text. Magda Lundberg började studera på Serieskolan på Kvarnby folkhögskola i Malmö 2018. Året efter skapade hon serien "fåglar", som är enrutingar med en stiliserad gul fågel. I sociala medier har hon haft omröstningar om det är en kyckling eller anka, och det har då vägt jämnt mellan de båda. Serien skapades när hon skulle rita en badanka att ha som ryggtatuering. Hon gillade den inte som badanka, men tyckte att bilden slog an en ton och hon satte text till den. Ryggtatueringen föreställande en badanka blev ändå av, men den fick en vän rita.
Hon ritar sina bilder på fåglarna i en liten anteckningsbok, i formatet A7, och skriver texterna i en separat anteckningsbok, för att sedan para ihop och föra över till bilden. Hon publicerar också bilder som hennes följare på instagram får ta fram texten till. Serien gick som gästserie i Sydsvenskan våren 2021. "Fåglar" blev boken Du är inte här för att ha det skönt hösten 2021 och hon tog över Kent Wistis plats som tecknare i Dagens Nyheters Kultursöndag från och med 14 november 2021.